# Космај (област)
Космај је област у северном делу Шумадије. Обухвата Шумадијски округ и Град Београд, конкретно на територијама општина Младеновац, Сопот, Барајево и село Раниловић.
Област се налази у околини планине Космај по којој је и добила име.

## Географски положај
Северна граница је Мала Иванча, затим се на југозапад спушта према Барајевској реци до Кундака. Од Кундака преко Трновог Брда (део Велике Иванче) до ушћа реке Милатовице у Велики Луг је јужна граница. Источну границу представља линија од ушћа преко Варовница назад до Мале Иванче.

## Историја
Космајци су учествовали у свим значајнијим ратовима. Били су вешти и храбри ратници. Учествовали су у Боју на Косову 1389. године. Прича се да је из Поповића, Стојан Поповић одвео на Косово 400 ратника, а војвода Дуча 80 коњаника. Такође, према легенди, под Космајем родио се Иван Косанчић, познати српски јунак у Боју на Косову против турака. У 18. веку становништво Космаја у турско-аустријским ратовима било је на страни Аустрије. У селу Неменикуће недалеко од Космаја детињство је провео српски књижевник Милован Видаковић чија је породица избегла из овог краја услед метежа током Кочине крајине.
У Првом српском устанку Космај игра значајну улогу. У Дрлупи 11. фебруара 1804. годиине уперена је прва устаничка пушка против Турака када је рањен злогласни дахија Аганлија. Карађорђе је са устаницима у овом крају попалио турске ханове у Сибници, Дрлупи, Рогачи и Дучини. У Другом српском устанку Космајци су учествовали на страни кнеза Милоша Обреновића.
Учествовали су и у Српско-турском рату 1876-1878. године, затим балканским ратовима 1912. и 1913. године. У Првом светском рату Космајци су имали значајног удела у биткама на Церу и Колубари 1914. године. Затим у делу где се данас налази хотел Космај и базен, где су вођене једне од најстрашнијих борби, одакле је непријатељ био протеран на Саву и Дунав.
У Другом светском рату на подручју Космаја деловао је чувени Космајско-посавски партизански одред, а палим борцима из тог одреда је на врху планине подигнут споменик.